# Північно-центральна частина штату Парана (мезорегіон)
Північно-центральна частина штату Парана (порт. Mesorregião do Norte Central Paranaense) — адміністративно-статистичний мезорегіон у Бразилії, входить у штат Парана. Населення становить 1 969 645 осіб на 2006 рік. Займає площу 24 555,727 км². Густота населення — 80,2 ос./км².

## Склад мезорегіону
У мезорегіон входять наступні мікрорегіони:
1. Асторга
2. Фашинал
3. Флораї
4. Івайпоран
5. Лондрина
6. Маринга
7. Порекату

| Бразилія | Це незавершена стаття з географії Бразилії. Ви можете допомогти проєкту, виправивши або дописавши її. |